# Bossa Nova (filme)
Bossa Nova é um filme brasileiro do gênero comédia romântica, dirigido por Bruno Barreto, com roteiro baseado no romance Miss Simpson de Sérgio Sant'Anna, e roteirizado por Alexandre Machado, Fernanda Young e Sérgio Sant'Anna.

## Sinopse
Miss Simpson é uma norte-americana que vive no Rio de Janeiro e leciona o idioma inglês. Entre os seus alunos estão Acácio, um jogador de futebol que está prestes a se mudar para a Inglaterra, e Nadine, uma fanática por computadores e que está empolgada com o romance virtual que vem mantendo com um suposto artista plástico de Nova Iorque. Num encontro casual, Miss Simpson conhece Pedro Paulo, um advogado que acabou de se separar da mulher, que o trocou pelo professor chinês de tai chi chuan. Encantado com o charme da moça, ele acaba se matriculando em uma de suas turmas.

## Elenco
- Amy Irving como Mary Ann Simpson
- Antônio Fagundes como  Pedro Paulo
- Débora Bloch como Tânia
- Alexandre Borges como Acácio
- Drica Moraes como Nadine
- Pedro Cardoso como Roberto
- Giovanna Antonelli como Sharon
- Rogério Cardoso como Vermont
- Stephen Tobolowsky como Gary / Trevor
- Kazuo Matsui como Wan-Kim-Lau
- Kate Lyra como Tia Fátima
- Sérgio Loroza como Gordo
- Flávio São Thiago como Peçanha
- Alberto de Mendoza como Juan
- Cássia Linhares como repórter
- Suzy Rêgo como repórter
- Mara Carvalho como Alfaiate